# فيرونيكا بورتيو
فيرونيكا بورتيو (بالإنجليزية: Veronica Portillo)‏ هي عارضة أمريكية، ولدت في 27 نوفمبر 1977 في لوس أنجلوس في الولايات المتحدة.

## وصلات خارجية
- فيرونيكا بورتيو على موقع IMDb (الإنجليزية)
- فيرونيكا بورتيو على موقع قاعدة بيانات الفيلم (الإنجليزية)